# Asquamiceps hjorti
Asquamiceps hjorti är en fiskart som först beskrevs av Koefoed 1927.  Asquamiceps hjorti ingår i släktet Asquamiceps och familjen Alepocephalidae. Inga underarter finns listade.